# Szeghalom

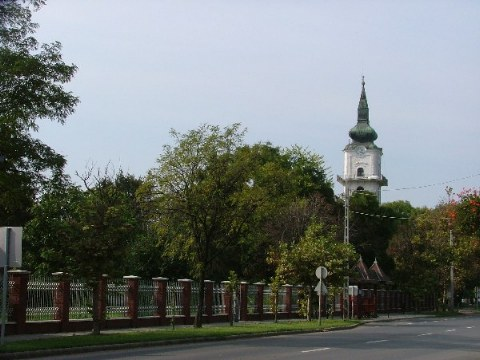
Evangelický kostel

Szeghalom [seghalom] je město v Maďarsku v župě Békés. Nachází se asi 42 km severovýchodně od Békéscsaby a je správním městem stejnojmenného okresu. Podle údajů z roku 2018 zde žilo 8 608, a to z  98 % Maďaři a 2 % Romové.

## Název města
Název města je složením slov szeg (hřebík) a halom (hromada),  znamená  trdy hromadu hřebíků.  

## Geografie
Nejbližšími městy jsou Dévaványa, Füzesgyarmat, Komádi, Körösladány a Vésztő. Poblíže jsou též obce Csökmő a Kertészsziget.

## Historie
Sídlo je raně středověkého původu, za datum vzniku  bývá s otazníkem uváděn rok 1067. Kolem roku 1200 tudy - podle anonymní kroniky - vedla cesta z Nyírségu přes Szerep a Füzesgyarmat v trase na Oradeu-Mezőtúr. Byl zde přívoz nebo brod přes řeku Körös. V Gesta Hungarorum se v XXVIII. kapitole píše, že „jezdci Tas a Szabolcs, přijeli od Rolské bažiny a chtěli překročit řeku Körös u Szeghalomu“, ale vojáci knížete Mén-Maróta jim v tom zabránili.
Po rozdělení diecéze Oradea byla pojmenována arcidiecéze Szeghalom a v roce 1219 se dokonce psala „Szeghalmská oblast“.  V roce 1330 rodina Emeraldů vytvořila vlastní panství s vesnicemi Csökmő, Iráz a Bökény. V roce 1405 král Zikmund Lucemburský panství daroval Jánosi Maróthymu, který je vlastnil až do smrti, po něm dcera Anna, provdaná za Ference Csákyho, vrchního náčelníka bihorské župy. Až do roku 1642 většinu Szeghalomu vlastnila hraběcí rodina Csákyů, která z něj před rokem 1511 učinila městem s tržním právem a získala právo vybírat mýtné, ačkoliv neudržovali žádné mosty, ale vybudovali pouze násep přes řeku na hranici Csökmő. Podle tureckých daňových záznamů zde žilo v první polovině 16. století okolo stovky rodin. V roce 1536 byl hraničním přechodem Fás.  V 16. – 17. století město čelilo invazím osmanských Turků, kteří kostel, panské sídlo i domy ničili a vypalovali. Tak se tomu stalo i v 50. letech 16. století. V roce 1686 místní znovu uprchli před hrozbami blížcí se války.
Samostatnou obcí se Szeghalom stal v roce 1711, v tereziánské době panovala náboženská tolerance a kromě katolického chrámu byl zřízen evangelický kostel a škola. Obyvatelstvo bylo většinou evangelického vyznání. Po roce 1790 zde byla také postavena synagóga. Pro židovskou komunitu Němci za nacistické okupace roku 1944 kolem synagogy zřídili ghetto, odkud byli všichni obyvatelé odesíláni do vyhlazovacích táborů v Auschwitz. 
Na začátku 20. století se postupně obec měnila v město. Postaveny zde byly reprezentativní budovy, roku 1926 se otevřela místní střední škola.
Status města Szeghalom získal v roce 1984.

## Památky
- Katolický kostel
- Evangelický kostel
- gymnázium

## Rodáci
- Anna Bondárová (* 1997) - tenistka